# Biskupi zielonogórsko-gorzowscy
Biskupi zielonogórsko-gorzowscy – biskupi diecezjalni i biskupi pomocniczy diecezji zielonogórsko-gorzowskiej (w latach 1972–1992 diecezji gorzowskiej), a także administratorzy i biskupi pomocniczy Administracji Apostolskiej Kamieńskiej, Lubuskiej i Prałatury Pilskiej z siedzibą w Gorzowie Wielkopolskim (do 1972).

## Biskupi

### Biskupi diecezjalni
| Lata urzędowania | Biskup | Biskup           | Uwagi                                                                                  |
| ---------------- | ------ | ---------------- | -------------------------------------------------------------------------------------- |
|                  |        | Teodor Bensch    | delegat Prymasa Polski w latach 1956–1958                                              |
|                  |        | Wilhelm Pluta    | delegat Prymasa Polski w latach 1958–1967, administrator apostolski w latach 1967–1972 |
| 1972–1986        |        | Wilhelm Pluta    |                                                                                        |
| 1986–1993        |        | Józef Michalik   | następnie arcybiskup metropolita przemyski                                             |
| 1993–2007        |        | Adam Dyczkowski  |                                                                                        |
| 2008–2015        |        | Stefan Regmunt   |                                                                                        |
| od 2016          |        | Tadeusz Lityński |                                                                                        |

### Biskupi pomocniczy
| Lata urzędowania | Biskup | Biskup           | Uwagi |
| ---------------- | ------ | ---------------- | --- |
| 1958–1972        |        | Jerzy Stroba     | do 1967 formalnie biskup pomocniczy gnieźnieński następnie biskup diecezjalny szczecińsko-kamieński, późniejszy arcybiskup metropolita poznański |
| 1960–1972        |        | Ignacy Jeż       | do 1967 formalnie biskup pomocniczy gnieźnieński następnie biskup diecezjalny koszalińsko-kołobrzeski                                            |
| 1973–2012        |        | Paweł Socha      | |
| 1990–2007        |        | Edward Dajczak   | następnie biskup diecezjalny koszalińsko-kołobrzeski                                                                                             |
| 2012–2015        |        | Tadeusz Lityński | następnie biskup diecezjalny zielonogórsko-gorzowski                                                                                             |
| od 2022          |        | Adrian Put       | |